# Mark Abramow
Mark Aleksandrowicz Abramow (ros. Марк Александрович Абрамов; ur. w 1913, zm. w 1994) – radziecki malarz - grafik, Zasłużony Działacz Sztuk RFSRR (1964).

## Życiorys
W latach 1931–1936 studiował na Moskiewskim Państwowym Uniwersytecie Budowlanym. Od 1932 rysował karykatury polityczne dla moskiewskich dzienników i gazet "Krokodił", "Ogoniok", "Izwiestija", "Litieraturnaja Gazieta" i innych. Od 1934 wystawiał swoje prace. Autor serii graficznych, plakatów politycznych i akwareli . Pochowany na Cmentarzu Wagańkowskim w Moskwie.